# Кенгірське повстання

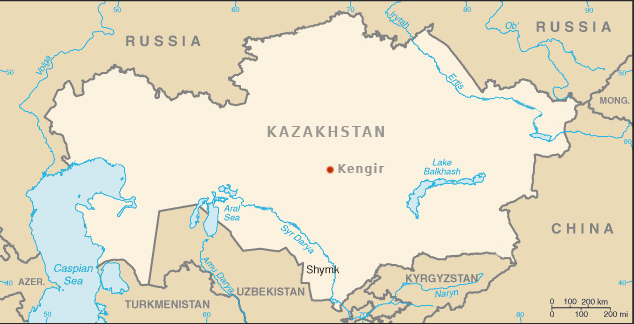
Табір на мапі Казахстану

Кенгі́рське повста́ння — повстання політичних в'язнів Степового табору (рос. Степной лагерь, Степлаг) у табірному відділенні (рос. лагерном отделении) (ЛО) Кенгір під Джезказганом (Казахська РСР) 16 травня — 26 червня 1954 р. У повстанні брало участь близько 5200-8000 в'язнів, більшість із них — засуджені за політичними статтями українці (також росіяни, балтійці, євреї та інші); усього в Степлагу було українців 46 % — 9596 осіб, серед яких було багато колишніх членів ОУН і бійців УПА та балтійських «лісових братів».

## Загальні характеристики місць ув'язнення
У вересні 1948 на місці ліквідованого Джезказганського табору військовополонених № 39 утворено особливий табір № 4 — «Степлаг», який займав частину території Карлагу від Карсакпая до Балхаша.
Кенгір — селище за кілька кілометрів на північ від Джезказгана на річці Каракінгір — сучасний мікрорайон міста Жезказган.
На початку 1950-х років до складу Степлагу МВС СРСР входило 9 табірних відділень, усередині 1954 їх було 6: Перше — у селищі Джезказган (Рудник), 2-е — у селищі Перевалка, 3-є — Кенгір, 4-е — Джезди, 5-е — Теректи, 6-е  — Східний Коунрад.
В'язні Степлагу будували Кенгірське водосховище та гідровузол, теплоелектроцентраль, збагачувальну фабрику, заклади соцкультпобуту селища Кенгір — майбутнього міста Жезказган, добували руду в шахтах і кар'єрах, розташованих поблизу селища Рудник, у Джездах і Балхаші.
За свідченнями Ярослава Гомзи — одного із в'язнів Кенгіру — з 7500 етапованих 1944 року на Джезказганщину каторжан, через рік живими було близько 300, власне, через те, що вони були бригадирами й табірною обслугою.
Саме повстання почалося у третьому табірному відділенні «Степлагу» на південно-східній околиці селища Кенгір, де розміщувалися три табірні пункти: 1-й жіночий, 2-й і 3-й — чоловічі. Перший табірний пункт був відділений від 2-го і 3-го господарським двором. Кожний пункт відділявся саманними стінами без вогневих зон та мав свій окремий вхід — «вахту». В 3-му відділенні були також речові і продовольчі склади, в'язні 3-го відділення працювали на будівництві семи об'єктів (деревооброблювальний завод, цегельний завод, хлібозавод, збагачувальна фабрика, клубна площа, спорудження житлових будинків 6-го та 10-го кварталів), також частина в'язнів працювала на підсобних і допоміжних роботах (молочнотоварна ферма та інші), частина була зайнята у господарській табірній обслузі.
Онуфрій Бутковський (Великі Гаї, Тернопільщина) свідчить, що над «зеками» знущалися ще й так, що досить часто годували їх пересоленою рибою. А воду можна було знайти тільки в калюжах, ув'язнені масово хворіли на дизентерію (тоді хворобу називали шигельозом) та помирали. Бутковський оповідав, що від голоду не міг пригадати обличчя рідних та близьких, а внаслідок цієї хвороби щодня з барака виносили мертвими по 10-15 трупів.

## Передумови і початок повстання
Після смерті Сталіна багатьох в'язнів ГУЛАГу влада амністувала — було звільнено понад 1 мільйон 180 тисяч бранців, але це не стосувалося так званих антирадянських елементів, зокрема українських націоналістів. Їхнє утримання в таборах стало ще жорстокішим. Тяжка праця на копальнях (десятигодинний робочий день), постійний голод, заборони, покарання (за найменший непослух змушували лягати або сідати в болото), великі білі номери на спинах (Григорій Книш свідчить — номер на грудях, на шапці, на руці, на коліні й на спині).
Перші прояви опору в Кенгірі почалися в кінці 1953 — на початку 1954 року. Адміністрація реагувала по-різному — подекуди йшла на лібералізацію внутрішнього режиму, певне нормування використання рабської праці; в інших управліннях, де керівництво дотримувалось найгірших сталінських традицій, доходило й до затягування виконання розпоряджень, які йшли в ГУЛАГ із Москви — до прикладу: не зачиняти бараків на ніч, скасувати номери на одязі. Зимою 1953 р. табірна охорона тричі самовільно відкривала вогонь по ув'язнених, загинуло кілька осіб.
8 листопада 1953 чоловіки-в'язні масово прориваються в жіночу зону; 26 грудня як протест проти знущань на роботу не виходить 160 політичних бранців, у квітні 1954 р. до 2 тисяч в'язнів 4 чи 5 днів не виходили на роботу, 14-15 квітня до праці не вийшли усі ув'язнені 2-ї зони на знак протесту проти побиття в'язня Травника.
Як показали події, керівництво «Степлагу» відзначалося особливою жорстокістю, нормою були побої, знущання, розправи без навіть позірних мотивів, вбивства.
Вибухонебезпечність ситуації в Кенгірі в 1954 році наростала; тактика переміщення ув'язнених раніше була успішною, але власне вона й стала основною причиною зростання руху опору в концентраційних таборах. З 1952 року керівництво «Степлагу» наголошує на необхідності відділення українських і балтійських націоналістів від інших ув'язнених і одночасно вказує на неможливість цього — через їх величезну кількість.
На 10 червня 1954 р. у зоні відбувало покарання 20698 ув'язнених, а саме 16677 чоловіків і 4021 жінка. Здебільшого вони — 14785 осіб  (понад 70 %) — засуджені «за зраду Батьківщини», 1421 (6,8 %) — за бандитизм; 1202 (5,8 %) — «шпигунство», 1140 — участь в антирадянських змовах, «троцкістсько-бухарінські агенти» — 78 осіб.
«Степлаг» був певною мірою особливим концентраційним табором — там перебували переважно молоді націоналісти — після 1920 року народження — члени ОУН, балтійські партизани, колишні солдати й офіцери Червоної армії з тривалими термінами ув'язнення, нерідко й з додатковими — за дійсні чи вигадані «злочини», здійснені в таборах.
Склад політичних в'язнів (найбільше було українських націоналістів) визначав політичну та ідейну спрямованість більшості ув'язнених, згодом — характер Кенгірського повстання.

## Національний склад Кенгіра
Прямих даних про національний склад Кенгіра (3-го табірного відділення Степлага) в архівах не знайдено, побічну оцінку можна дати на основі даних по всьому Степлагу.
| №  | Національність | Кількість | %%      | №  | Національність | Кількість | %%     |
| -- | -------------- | --------- | ------- | -- | -------------- | --------- | ------ |
| 1  | Українці       | 9 596     | 46.36 % | 18 | Туркмени       | 76        | 0.38 % |
| 2  | Литовці        | 2 690     | 13.0 %  | 19 | Інгуші         | 56        | 0.27 % |
| 3  | Росіяни        | 2 661     | 12.86 % | 20 | Китайці        | 55        | 0.27 % |
| 4  | Латиші         | 1 074     | 5.19 %  | 21 | Таджики        | 54        | 0.26 % |
| 5  | Білоруси       | 878       | 4.24 %  | 22 | Корейці        | 52        | 0.25 % |
| 6  | Естонці        | 873       | 4.22 %  | 23 | Киргизи        | 50        | 0.24 % |
| 7  | Поляки         | 379       | 1.83 %  | 24 | Японці         | 30        | 0.14 % |
| 8  | Німці          | 359       | 1.73 %  | 25 | Румуни         | 24        | 0.12 % |
| 9  | Казахи         | 291       | 1.40 %  | 26 | Греки          | 21        | 0.10 % |
| 10 | Молдовани      | 208       | 1.0 %   | 27 | Удмурти        | 20        | 0.10 % |
| 11 | Узбеки         | 204       | 0.99 %  | 28 | Іранці         | 18        | 0.09 % |
| 12 | Євреї          | 174       | 0.84 %  | 29 | Фіни і карели  | 16        | 0.08 % |
| 13 | Вірмени        | 154       | 0.74 %  | 30 | Башкири        | 9         | 0.04 % |
| 14 | Грузини        | 132       | 0.64 %  | 31 | Пуштуни        | 8         | 0.04 % |
| 15 | Татари         | 127       | 0.61 %  | 32 | Турки          | 8         | 0.04 % |
| 16 | Чеченці        | 124       | 0.60 %  | 33 | Монголи        | 2         | 0.01 % |
| 17 | Азербайджанці  | 108       | 0.52 %  | 34 | Інші           | 167       | 0.81 % |

Був навіть американський чорношкірий капітан — випадково заїхав танком у радянську зону окупації Німеччини — вже після розриву союзницьких відносин між СРСР та США.
Ось як описує Кенгірський табір тих років А. Є. Фельдман:

| У таборі були майже всі національності, українці, білоруси, балтійці, багато китайців, японець, німці. Досить ґрунтовно були представлені країни народної демократії. [...]. Було багато священиків, але особливо багато було сектантів різного штибу. Табір виробив свою власну, незвичайну мову. Західні українці, яких було в таборі після війни більшість, користуючись тим, що їх розуміли, не говорили російською, а тільки українською мовою. Іноземці та жителі Середньої Азії, що зовсім не знали російської мови, поступово навчалися української, вважаючи її російською. Загалом, більшість ув'язнених говорило на дикій суміші різних мов і діалектів, яку вони і приймали за російську. Оригінальний текст (рос.) В лагере были почти все национальности, украинцы, белорусы, прибалты, много китайцев, японец, немцы. Весьма основательно были представлены страны народной демократии. [...]. Было много священников, но особенно много было сектантов разного толка. Лагерь выработал свой собственный, необычный язык. Западные украинцы, которых было в лагере после войны большинство, пользуясь тем, что их понимали, не говорили по-русски, а только по-украински. Иностранцы и жители Средней Азии, совсем не знавшие русского языка, постепенно обучались украинскому, считая его русским. В общем, большинство заключенных говорило на дикой смеси разных языков и наречий, которую они и принимали за русский. |

## Поява «кримінальних»
22 квітня 1954 з Новосибірського виправно-трудового табору і таборів Колими прибув етап із 494 кримінальних злочинців, розміщених у третій табірний підрозділ, де перебували в'язні — «контрреволюціонери» — тобто переважно націоналісти. «Побутовики» мали допомагати табірній адміністрації розправлятися з політв'язнями. Колишня політрепресована Р. Тамарина: 
| «Для кримінальників, що вважали себе великими патріотами, політв’язні були «фашистами», і начальство охоче натравлювало їх на політичних. Це була свідома політика ГУЛАГу, щоб створити привід для жорстокої розправи з політичними». |
На Великдень 1954 року, 15 травня, колону жінок вели з нічної зміни на цегельному заводі в зону. Назустріч їм паралельною дорогою ішла на роботу чоловіча. Хлопці привіталися: «Христос воскрес!», дівчата відповіли: «Воістину воскрес!». У жіночій, і в чоловічій зоні були переважно українці. Один із конвоїрів, вартовий Калімулін полоснув автоматною чергою по чоловічій колоні — 13 в'язнів було вбито відразу, п'ятеро з 33 поранених померли потім у лікарні. Звістка про цей випадок збурила концтабір і, очевидно, стала початком визрівання масштабного повстання.
Адміністрація перевела в зону політв'язнів 600 кримінальників, сподіваючись спровокувати різанину, аби мати легальну підставу для введення військових частин. Політв'язні пояснили кримінальникам, що в разі чого зуміють себе захистити, а свої права найкраще боронити разом. У складі «делегації» були: Володимир Караташ, Анатолій Задорожний, Володимир Порендовський та священик Омелян Суничук. Злодії об'єднуються з політичними для спільної боротьби, їх вожак Енгельс Слученков оприлюднює — йому доручено спровокувати міжнаціональну різню — конфлікт росіян та українців, євреїв, мусульман, бажано, щоб із десятком трупів. І кримінальники не підвели, за всі 40 днів повстання з їхнього боку не було жодної зради.
Повстання почалося 16 травня оголошенням загального страйку. Табірне начальство пообіцяло виконати вимоги, але вже увечері стало зрозуміло — ніхто нічого виконувати не збирається. В'язні вигнали всю охорону й обслугу, зруйнували мури між концтабірними пунктами, захопили господарчий двір. Охорона намагалася перешкодити цьому кулеметними чергами, не обійшлося без жертв, але повсталі хитрощами і маневрами зуміли домогтися свого. Уночі з 16 на 17 травня політв'язні на чолі з Віталієм Скіруком рознесли штрафний та слідчий ізолятор 3-го табірного відділення, звільнивши людей, та зруйнували саманні огорожі між табірними пунктами. Того ж дня виступ придушили, керівництво табору ввело війська, убито в ході придушення 13 людей, поранено 43, з боку репресивних органів поранено 10. Однак до 7 тисяч страйкуючих приєдналися 12 тисяч працюючих на рудниках — за 20 кілометрів від Кенгіру.
Граючи на випередження, 19 травня у «Степлаг» з службовим розслідуванням та для зустрічей із засудженими прибувають заступник начальника ГУЛАГу генерал-лейтенант Бочков, міністр внутрішніх справ Казахської РСР Губін та заступник начальника управління прокуратури СРСР Самсонов. Для приглушення непокори вони повідомляють про Указ Президії ВР СРСР щодо дострокового звільнення тих, котрі здійснили підкарні дії у віці до вісімнадцяти років, та інвалідів.
По трьох днях перемовин посадовці обіцяють розслідувати обставини розстрілів 17-18 травня. Бранці виходять на роботу, але, відповідно до документів «Степлагу», працюють погано: «Західні українці і литовські націоналісти разом із чечено-інгушами виходили на роботу лише з метою зв'язку з в'язнями рудника, де також перебували їхні люди», вже по подіях слідчі роблять висновок, що політв'язні готувалися до повстання.
«Політичні» знали, для чого привезли у табір кримінальників, і тому провели переговори з їх керівниками. За свідченнями О. Солженіцина, політв'язні зуміли довести кримінальникам, що більше двох з половиною тисяч політв'язнів проти 650 побутовиків — не найкраща ситуація для війни.
Підозрюючи мовчазну домовленість політв'язнів і кримінальників, адміністрація табору 23 травня виводить із зони 421 кримінальника — в інше місце ув'язнення, зруйновані ж огорожі між зонами відновлює — це було порушенням домовленостей і дало привід для початку наступного повстання.
Вночі з 23 на 24 травня політв'язні почали повстання, за їх планом кримінальники, які залишилися, вибили колодою отвір у саманній загороді до жіночої зони. За кримінальниками — «щоб їх вгамувати», увійшли політв'язні. Всю адміністрацію вигнано за межі табору, розібрано мури між зонами, збудовано барикади, виставлено охорону, із захопленої зброярні та підручними засобами озброїлися. Над їдальнею повстанці вивісили червоно-чорний прапор — як ознаку смутку по загиблих.
Марта Кравері, учасниця тих подій, стверджувала, що наміри кримінальників стосовно жінок не мали ознак агресії — не було зафіксовано жодного випадку зґвалтування. Навпаки, за її ж свідченнями, засуджені за 58-ю статтею користувалися певною повагою у кримінальників.

## Початок організованої непокори
Володимир Караташ, вояк УПА, з Голованівського району Кіровоградської області — був стрільцем у сотні Сталевого, що діяла в районах Гайсина, Умані, Гайворона, Голованівська. Після повернення радянської влади отримав 8 років таборів, а за те, що з іншими в'язнями таємно виготовляв зброю, отримав розстрільний вирок. Після смерті Сталіна розстріл замінили на 25 років ув'язнення, які відбував у Степлагу. Свідчення про ті події разом із власними спогадами  зібрав у книжку «На барикадах Кенгіра» — накладом 500 примірників.
Його жінка, з якою пізналися в зонах, Ганна Лук'янівна, свідчить: 
| Вранці 17 травня біля нашого барака почалися заворушення — трьом хлопцям якось удалося втекти за зону тюрми, їх, звісно ж, наздоганяла охорона. Дівчата швиденько зорієнтувалися і зробили живу загорожу, взявшись попід руки, а на грудях — долоні в замок. Чекісти наказали розійтися. Побачивши, що ми не слухаємось, гидко матюкалися і страхали, що стрілятимуть. Ми стояли. Почали стріляти понад головами. Стало страшно, але не відступили. Тоді приїхали пожежники і почали з брандспойтів поливати нас холодною водою. Через деякий час автоматники і пожежники відступили... Ця наша маленька перемога додала сил і надії, і ще більше згуртувала дівчат. Перших жертв повстання, яких скосив кулемет під час штурму мурів, дівчата обмили, одягли у вишиванки. Серед убитих був один кримінальник і один узбек, їм дівчата теж знайшли вишиванки, щоб не виглядали бідніше. Хлопців, які першими наклали головами під час Кенгірського повстання, на відміну від багатьох в’язнів ГУЛАГу, поховали по-людськи... |
На похоронах перших полеглих уперше звучить гімн Кенгірського повстання «У гарячих степах Казахстану сколихнулися спецтабори», написаний за одну ніч багаторічним в'язнем, борцем за незалежну Україну Михайлом Сорокою. Десять тисяч людей різних народностей співають його українською мовою щоразу на зібраннях: свідчення єврейки Любові Бершадської.

## Самоврядування повстанців
Для розслідування застосування сили в'язні утворюють власну комісію, до якої обираються по двоє з кожного пункту 3-го відділення. Склад був наступний: Капітон Кузнєцов (звільнений 18 травня із СІЗО, сам напросився керувати комісією), Вагаршак Батоян, Бершадська, Олексій Макєєв, Марія Шиманська та Чинчиладзе. 25 травня повстанська комісія реорганізовується, на зборах від націоналістів з жіночого табірного пункту замість Бершадської членами комісії стали Лідія Супрун (учителька з села Бідків, Станіславщина, член ОУН — псевдо «Орел» та мати вояка 1-ї дивізії УНА Володимира Супруна) і Ганна Михайлевич (з Славська — Дрогобиччини, районова ОУН, з вересня 1944 — керівник жіночої сотні ОУН (13 сіл)), від 2-го табірного пункту замість В. Батояна і Чінчіладзе — Омелян Суничук (православний священик і капелан УПА), Юрій Кнопмус та Енгельс Слученков (табірне імено Гліб); від 3-го табірного пункту — вірменин Артавазд Авакян. Кількість членів комісії не була сталою, конспіративний центр часто надсилав нових людей для роботи і контролю за ходом повстання.
Починаючи з 24 травня урядова комісія, створена через повстання, до якої входили керівники ГУЛАГу і Прокуратури СРСР, почала за допомогою радіо й гучномовців закликати ув'язнених припинити страйк та почати роботу, обіцяючи полегшення.
25 травня більше чотирьох тисяч в'язнів 3-го табірного відділення «Степлагу» відмовляються приступити до роботи. Згодом міністр внутрішніх справ СРСР С. Круглов і Генеральний прокурор СРСР Р. Руденко у доповідній записці до РМ СРСР і ЦК КПРС наголосили, що «масовою непокорою керують засуджені оунівці».
27 травня починаються перемовини повстанців Кенгіру з представниками радянських репресивних органів, а саме з начальником табору, політвідділу, парткому, та начальником Управління з нагляду за місцями ув'язнення прокуратури СРСР Вавіловим, заступником міністра внутрішніх справ СРСР С. Єгоровим, начальником ГУЛАГу МВС І. Долгіх. Комісія бранців на чолі з К. Кузнєцовим почала переговори у приміщенні їдальні — в присутності до двох тисяч в'язнів. Біля Кузнєцова знаходилися представники націоналістичного конспіративного центру.
На звільненій від чекістів території фактично було організовано самоврядування: на загальному мітингу обрали комісію, яка керувала життям вільної республіки. Вона повинна була спрямовувати хід повстання, підтримувати порядок і дисципліну (про моральність дбали священики, яких чимало було серед в'язнів, вони проводили богослужіння, відспівували померлих, навіть повінчали кілька пар), вести переговори з представниками влади, дбати, щоб усі життєво необхідні підрозділи — харчоблок, лікарня, лазня, склади, майстерні — працювали безперебійно.
За всі 40 днів повстання не було жодного випадку грабунку, насильства, злодійства, міжконфесійних чи міжнаціональних конфліктів. Повсталі випускали стіннівки, плакати, складали відозви до солдатів і офіцерів дивізії, яка оточила «вільну територію», листівки. Свої звернення до мешканців селища Кенгір вони потім розсипали за допомогою повітряних зміїв (винахід японців, з десяток яких було у зоні) серед житлових будинків.
Борець за незалежну Україну Гірш Келлер. У 1944 році цей партизан опинився в сталінському концтаборі. Про нього, до речі, була велика стаття в «Московских новостях» у 2004 році — саме Келлер на прізвисько Жид був ватажком повстання в Кенгірі.

Василь Пендрак (Герш Келлер)

Михайло Келлер. У документах слідства проходить під ім'ям Герша Келлера, народився у селі Аненберг Славського району Дрогобицької області. За деякими даними дослідників повстання він — Василь Пендрак, народився у селі Огерці район Ліско (нині територія Польщі), українець, член ОУН і УПА. При полоненні радянською владою, його прийняли за єврея, і, скориставшись можливістю вижити, він вирішив не повідомляти своє ім'я і національність; так вберіг від репресій рідних і знайомих та побратимів, які його за таким іменем не знали.

## Структура підрозділів самоврядування
Острівець свободи жив своїм життям. Місцеві умільці налагодили автономне електроживлення, інженери сконструювали радіопередавач, з допомогою якого збиралися сповістити світу про події, що відбувалися в повсталому Кенгірі. Ходила чутка, що 22—23 червня це таки вдалося зробити. Багато хто вважає, що саме це стало останньою краплею, яка переповнила чашу терпіння влади, — вона не могла змиритися з поширенням цієї інформації.
У документах слідства збереглася детальна схема керівництва повстанням, вказана структура: головний керівний орган — Конспіративний центр з підпорядкуванням йому комісії з ув'язнених та 3-х відділів — безпеки, військового та пропаганди. Члени центру були засекречені, прізвища усіх не були встановлені, центр представляли п'ять в'язнів: І. Кондратас, Віктор «Ус», О. Суничук, Вахаєв, «Келлер». Воєнний відділ очолив «Келлер», йому підлягали — лабораторія по виробництву вибухових речовин (Лобастов), хімічна лабораторія — видобування водню (Релен). У табірних пунктах призначено командирів сил опору та керівників штабу: 1-й табірний пункт — З. Ібрагімов, В. Іващенко, 2-й — Лежава, Вахаєв, 3-й — Задорожний, Долгополов, 4-й — Варуняк, Драк. Керівники точок опору мали в підпорядкуванні командирів бараків, бригад, корпусів, контрольних постів, секцій, чеченських ударних бригад.
О. Солженіцин:

| «В селищі були заслані чеченці… Чеченців не дорікнеш, що вони коли-небудь служили пригніченню. Суть Кенгірського бунту вони чудово зрозуміли і одного разу привезли до зони автомашину печеного хліба. Зрозуміло, війська відігнали їх… Тяжкі вони для оточуючих мешканців, кажу по Казахстану, грубі, зухвалі, росіян відверто не люблять. Проте варто було кенгірцям проявити незалежність, мужність — і прихильність чеченців відразу було завойовано». |
У документах табірного слідства раз по раз можна натрапити на слово «безпеки» скрізь українською мовою, зрозуміло, що для доказу створення відділу на зразок СБ УПА. Відділ мав 3 підрозділи: комендатура та поліцейська дільниця (В.І ващенко), розшукове бюро (Віктор «Ус», Мельников, Хартанович), тюрма (Рябов). Іозас Кондратас — юрист за фахом, литовський націоналіст — керував балтійськими націоналістами, організовує Бюро збору скарг ув'язнених про злодіяння в «Степлазі», бюро підлягало комісії в'язнів, його помічником був Геннадій Литвинов.
Конспіративний центр 1 — 2 червня утворює відділ пропаганди у відповідь на розповсюджувані табірним керівництвом заклики про полегшення — очолює Ю. Кнопмус. Відділ мав такі підрозділи:
- агітатори — Бакастов, Грикало, Король, Соніч;
- друкарі — випускали листівки,- Густів, Судороженко, Шілівський;
- наочної агітації — малювали бюлетні та карикатури — Бойко, Коротин;
- радіовузол — в'язні у відповідь на табірні декларування давали свої радіопередачі та виступи -«Борис Олексійович», А. Кострицький, Котенко, Курсаков, Ліпко, Сапрін, Шахватов,
- рупористи — виголошували заклики до солдатів не коритися табірному керівництву та не вбивати людей — Гончаров, Гриневич, Зель, Касимов, Комаров, Пескін;
- розповсюджувачі листівок — їх завданням було розкидання їх за межі зони з допомогою повітряних зміїв — Зехов, Соболєв, Худенко, Ямало-Чото; (повітряні змії — винахід японців, яких у зоні було з десяток);
- священики — відправляли Богослужіння, та вінчали бажаючих побратися — Бережний, Григорій, Зора, Куява. Українка Ольга Лядська побралася з Ференцом Варконі; після придушення повстання їхні долі розійшлися, але лишилася донька Олена.[10]

## Вимоги повстанців
27 травня відбулися переговори з представниками влади, на які прибули заступник міністра МВС СРСР генерал С. Єгоров і начальник ГУЛАГу генерал І. Долгих. Повсталі вимагали:
- «притягнути до відповідальності винних у застосуванні зброї 17 травня та розслідувати всі випадки застосування зброї, що були 1954 року
- не застосовувати репресій до членів комісії ув'язнених та не проводити відправку етапів до кінця розслідування,
- ліквідувати слідчий ізолятор і штрафний барак
- знизити термін ув'язнення засудженим на 25 років та змінити ставлення до сімей в'язнів, засуджених за статтею 58
- відмінити заслання особам, вже звільненим із спецтаборів
- встановити оплату праці ув'язнених на рівні із вільнонайманими робітниками,
- ввести восьмигодинний робочий день для всіх в'язнів
- скасувати урядові вироки табірних судів за статтею 58
- дозволити вільне спілкування чоловіків і жінок
- обмежити право адміністрації щодо стягнень із в'язнів, ув'язнення в ШІЗО лише із санкції прокурора
- встановлення пільгових умов для заліків жінок
- прибуття до табору члена Президії ЦК КПРС або секретаря ЦК».

Після того в'язні заявили, що до приїзду члена Президії або секретаря ЦК КПРС на роботу не вийдуть. Учасники переговорів ніби з усім погоджувалися, але до реальних кроків так і не дійшло.
О. Солженіцин: 
| «Чи увійшли в цю Комісію головні справжні натхненники повстання? Очевидно, що ні. Центри, а особливо український (у всьому таборі росіян було не більше чверті), очевидно залишились самі по собі. Михайло Келлер, український партизан, який з 1941 воював то проти німців, то проти більшовиків, а в Кенгірі публічно зарубав стукача, з’являвся на засідання мовчазним спостерігачем від того штабу» |.
28 травня начальник ГУЛАГ МВС СРСР видає наказ щодо покращення умов утримання в'язнів, про дотримання законності й відновлення порядку у 3-му відділенні Степлагу.
28-29 травня проводилося оповіщення по табірному радіо про такі поступки: як невідповідний призначенню ліквідовується слідчий ізолятор, що ув'язненим буде надано мати 8-годинний безперервний відпочинок; знімаються замки з дверей і ґрати з вікон житлових бараків, їдалень та санітарних приміщень, у жіночій зоні обладнати кімнати особистої гігієни, буде вжито заходів для своєчасної виплати зарплатні, за 7 днів мали обладнати кімнати для побачень, протягом місяця будуть виготовлені нові книжки для обліку робочих днів, їх заповнять та видадуть в'язням, що впродовж 3 днів нові правила будуть надані керівництву МВС СРСР, що їх своєчасно забиратимуть з роботи та не затримуватимуть на місцях їх роботи і коло вахти в т. зв. житловій зоні, буде переглянута шкала нарахування заліків робочих днів відповідно до особливих умов Джезказгану.
Повсталі виробили повітряну кулю з причепленими листівками- для підйому гасла в час приїзду члена Президії ЦК КПРС — там містився плакат з текстом: «Ганьба берієвському свавіллю!», однак після злету куля зачепилася за паркан і згоріла (легкозаймистий водень).
Ув'язнені розробили та запустили з повітряними зміями за межі «зони свободи» до 25 видів листівок — російською та казахською мовами, загальним накладом до 700 примірників.
У документах слідства неодноразово зазначається, що під орудою Віктора Скірука (Мстишин Луцького району) — за вказівкою «Келлера» та Слученкова, з матеріалів, взятих із господарського двору, в'язням-охоронцям «Степлагу» було вироблено взуття і форму — за зразком одностроїв УПА.
На охорону Конспіративний центр переважно ставив в'язнів із країн Балтії та упівців, допомоговими були чеченські загони — про них згадується у структурі воєнного відділу. Через погане забезпечення одягом, охорону, на яку покладалася найбільша відповідальність, повстанське керівництво вирішило одягнути першочергово.
Одним з талановитих організаторів у час повстання виявив себе Анатолій Кострицький. Уродженець Великого Токмака, з освітою 7 класів, Кострицький був досконалим знавцем радіоелектротехніки, зробив радіовузол, виготовив мікрофони та динаміки, які були встановлено на бараках та укріплено на них резонатори. У червні зона табору була відключена від електромережі, Кострицький створив мініелектростанцію та переобладнав генератор, також встановив телефонний зв'язок між приміщеннями членів Комісії та штабами повстання, обладнав комутатор, вивчив телефоністок та склав графік чергувань.
На прохання Слученкова Кострицький зобразив схеми самопалів і саморобної гранати, також обладнав майстерню з виготовлення холодної та вогнепальної зброї.
В. Космович свідчить, що жінки займалися виготовленням скляного порошку, наповненням пляшок піском та вапном для кидання в очі, жінки носили нашийні хустини з піском.

## Щоденне життя «зони свободи»
За свідченнями німецьких емігрантів, які в тому часі там перебували, на табірному подвір'ї щодня проходили богослужіння — правили православні та католицькі священики-в'язні.
Жінки займалися облагородженням табору, шили та вивішували прапори — на дахах їдалень у всіх трьох таборах. Ковалі цілодобово у табірних кузнях кували ножі та подобу списів — з віконних ґрат, жінки робили «коктейлі Молотова» — наповнювали пляшки бензином чи хімікатами з повстанської лабораторії видобування кисню.
В'язні з частин лікарняного рентгенівського апарату, та інших медичних приладів зібрали радіоапарат — задля звернення за допомогою до Міжнародного Червоного Хреста. За допомогою апарату радисти постійно посилали заклики за межі зони різними мовами. Хоча радіо й було слабке, проте передачі чули у Караганді й столиці Казахстану Алма-Аті.
Був і хор, який організував друг Михайло Сорока, колектив виконував «Гімн Кенгірського повстання» — на слова та мелодію Сороки, пісню «Любіть Україну» на слова В. Сосюри, «Соколи, соколи, ставайте в ряди», виконувалися пісні тих національностей, які були в таборі та мали бажання прилучитися до хору.

## Придушення повстання
Умовляння та владні обіцянки щодо певних пільг та полегшень не мали впливу на повсталих. 
| „У 1-му і 2-му табірних відділеннях на роботу виходять усі, але ув'язнені виявляють велике зацікавлення до подій у 3-му табірному відділенні” |: С. Єгоров, І. Долгіх і Вавілов 19 червня звітують Міністру внутрішніх справ СРСР генерал-полковнику С. Круглову. Вже 21 червня Круглов телеграмою сповіщає урядову комісію, що 24 червня у Кенгір прибуде військовий ешелон, де серед іншого — п'ять екіпажів танків Т-34.
24 червня до Кенгіра прибула військова техніка з екіпажами, та телеграма С. Єгорову від С. Круглова: 
| „Обсудивши обстановку у Степовому таборі, комісія у складі Руденка, Сєрова і Круглова прийшла до висновку про те, що непокору в’язнів у 3-му табірному відділенні і кримінально-злочинну діяльність організаторів цієї непокори треба придушити... Метою операції має бути – зломити опір...” |
26 червня вранці, з 3 годин 25 хвилин до 4-ї ранку, комісія МВС по радіо зверталася до повсталих з вимогою здатися, повідомивши про введення військ. Після цього в зону рушили 1 600 солдатів, з сотнею вишколених собак, 3 пожежні машини, 5 танків Т-34 1-ї мотострілецької дивізії військ НКВС ім. Дзержинського. Більше в радянській історії придушень табірних повстань з танками не було.
В'язні організували самооборону, забарикадувалися в 6-ти бараках. На них рушили танки, піхота кидала газові шашки та стріляла на ураження. Онуфрій Бутковський свідчить, що повстанцям вдалося підпалити 3 танки «коктейлями Молотова». Сорока в цьому часі з санітарами намагався рятувати поранених. Доктор Варконі: 
| „Побачивши танки, в'язні жіночого табору, щоб рятувати своїх друзів вийшли назустріч ворогу. Майже всі вони були святково вдягнуті у вишиті сорочки. Близько двох сотень (у багатьох джерелах подають їх у кількості п'ятисот) цих українських жінок і дівчат взялися за руки і лавами рушили проти танків. Але танки не зупинилися, вони навіть не зменшили швидкість й один за одним переїхали живу фалангу. Одночасно емведисти кинулися до бараків, розстрілюючи кожного зустрічного...” |
Анастасія Чеховець (Деречин, Іваничівський район Волинської області — засуджена на 6 років, відбувала в кенгірській цегельні спецтабору № 4) свідчить, що 26 червня разом з танками спецпризначенці вели кулеметний вогонь.
Білоруска Євгенія Шостак намагалася врятуватися, заскочивши на підвіконня, танкіст збив її під гусениці танка стволом гармати.
Повстання було жорстоко придушене 26 червня 1954 року за допомогою армії із застосуванням танків. Проти них зброя, яку підготували повсталі, виявилася безсилою. Приблизно 700 трупів, серед яких були й дівочі, стали розплатою за 40 днів волі.
Під танками загинули Марія Мантика, Зиновій Рак, Мар'ян Пришляк та багато інших. Танки ганялись за людьми, однією з перших потрапила під танк латишка Белта — вона мала відтяті обидві ноги і одну руку, розуміючи свій стан, просила її добити, по дорозі до медчастини відкрилися нутрощі, вона померла на операційному столі.
Щодо озброєння ув'язнених, то комісія вказує, що було вилучено: 2113 штук гострих ріжучих та металевих предметів, 1577 металевих прутів та пік, 400 пляшок із негашеним вапном і 300 пляшок із піском, 291 ніж — зразка «фінки», 68 саморобних шабель, 40 саморобних вил та списів, 36 саморобних гранат, 26 сокир, понад 20 кілограмів товченого скла, 4 пістолети.
Альфонсас Урбанас, литовський націоналіст, у спогадах писав, як у критичну хвилю йому врятувала життя українська дівчина, яка ціною свого життя виштовхнула його з-під танка. Про єднання в час протидії каральним органам влади зазначав і В. Батоян: «Ми відчули себе не „номерами“, а людьми».
Щодо кількості загиблих, то спогади учасників тих подій приводять до думки, що в документах урядового розслідування кількість вбитих повсталих значно занижена — адже перед комісією МВС було поставлене завдання зобразити придушення Кенгірського повстання з мінімальними втратами з обидвох сторін.
Офіційні дані комісії різняться — в одних паперах вказано, що повсталих загинуло лише 35 чоловік, в інших: 37 в'язнів загинуло, 61 шпиталізовано, з них 9 померло, а 543 «отримали тілесні пошкодження», із солдатів же тільки 40 були поранені та контужені. Разом з тим, зазначалося, що у повстанні брало участь 5392 бранці 3-го табірного відділення Степлагу, в тому числі 43 % жінок. Зі спогадів учасників тих подій випливає орієнтовне число: близько 700 загиблих та скалічених, таке число, зокрема, зазначає і політв'язень Ярослав Цилинський.
Для компрометації повстанців табірна адміністрація розпустила чутку серед місцевого населення, яке, безумовно, дізналося про повстання, нібито піхотинці, танки та літаки стріляли холостими патронами — а в'язні в люті самі убивали один одного.
Для меншого розголошення після придушення повстання могили копали не бранці, а військові. Із свідчень ув'язнених, на території концтабору було викопано до 300 могил, решту закопали в степу.
Ганна Борецька: «Нас по чотири вишикували у колону і в супроводі конвоїрів із собаками повели у степ. Там напоготові стояли „чорні ворони“. До кожної групи підходили військові з формулярами особових справ, зачитували прізвища в'язнів. Каторжників і тих, у кого термін покарання був 25 років, повантажили у „чорні ворони“ і повезли у невідомому напрямі. Нас, десятилітників, повернули у зону. У зону подали вантажні автомобілі. Нас змусили вантажити тіла людей, розчавлених танками. То було страшне, нелюдське видовище. Карателі заставляли нас класти трупи один на один штабелем, наче дрова. З кузовів автомашин текла кров. Від болю і мук надривалися наші серця. Здавалося, що весь світ став пеклом для людей».
До думки, що загиблих повстанців поховано в степу, приходить і колишній бранець Кенгіру Тафійчук Ілько:
| «Уся земля була залита кров'ю. На тій території, де щойно був табір, трупів лежало стільки, що не можна було йти, не ступаючи на криваве місиво. Отак солдати виводили під дулом автомата тих небагатьох, хто залишився у живих. Коли пилюка сіла, в зону в'їхали самоскиди і солдати почали вантажити на них розстріляних та рештки розчавлених гусеницями. Вивозили ховати в степ, де екскаваторами для цього викопали траншеї. Я бачив, як вантажили на самоскиди не лише мертвих, але й поранених, покалічених. Їх, ще живих, закопували бульдозерами разом із мертвими». |
У перші години придушення табірною адміністрацією заарештовано 436 учасників повстання, з них 36 — члени повстанської комісії — згодом проходили по офіційній справі Кенгірського повстання, решта опинилися в тюрмі. Точних цифр невідомо, але приблизно 500 чоловіків та 500 жінок з ув'язнених було етаповано у «Дальстрой» та Озерний табір.
Над активними учасниками та керівниками Кенгірського повстання відбувався суд у липні-серпні 1954 року у Джезказгані. Іващенка, «Келлера», Кнопмуса, Кузнєцова, Рябова, Слученкова засудили на додаткові 10 років ув'язнення, а згодом — до розстрілу. Смертний вирок виконаний 18 вересня 1956 р. Частині тих, хто проходив по справі, термін 10 років знизили до п'яти. Три жінки-членкині комісії політв'язнів: Л. Супрун загинула в ході повстання, Г. Михайлевич переведена до тюрми, М. Шиманська засуджена на додатковий термін ув'язнення.
Пізніше всі учасники Кенгірського повстання, які залишилися живими, були примушені дати підписку про нерозголошення інформації стосовно тих подій. У 1956 році очевидець Кенгіра лікар-угорець Ференц Варконі зумів потрапити на Захід. Він перший розповів світові про повстання. Один з відомих загиблих у повстанні — Василь Костів.

## Супутні дані
Відомості про події в Степлазі, попри всі дії спецслужб СРСР, поширилися далеко за межі зони. Про це без бажання того свідчить сама каральна система — у випадках попередження близьких, котрі добиралися до ув'язнених. В одному із звернень писалося, що рядового Калміуліна засуджено до 4 років позбавлення волі.
На зборах партійної організації Третього табірного відділу Степлагу (відбулися за присутності московської партійної комісії) працівник адміністрації табору заявив, що ті, що відбувають покарання — голодують, натомість наглядачі забирають із харчоблоку харчі та вигодовують своїх свиней, а в часі самого повстання відверто казали, що «горять на цьому страйку, бо нема чим свиней годувати». Ще один комуніст зауважував жаль із приводу відкинутої пропозиції вивести харчоблоки за межі зон ув'язнення — тоді б повстанці на штрафному пайку не протрималися.
Член урядової комісії Долгих зазначив, що в таборах кипіла господарська діяльність, а в'язнів замість «перевиховання» дресирували, бо табірні будівлі були ніби призначені не для людей, а для тварин.

## Після придушення
З 21 липня по 8 серпня 1955 року в Джезказгані відбувався суд над уцілілими активістами повстання. 18 вересня 1956 по присуду розстріляні Г. Келлер і Ю. Кнопмус. Останній перед смертю зміг передати записку, в якій вказав, що зрадив їх Кузнєцов.
Е. Слученков покутував у таборах до 1980-х років.
А. Кострицький звільнений у травні 1957, помер 1995 року у селі Кути на Івано-Франківщині.
В. Скірук написав прохання про помилування на ім'я К. Ворошилова, звільнився з таборів 1966 року, помер в Луцьку 1998.

## Спогади учасників
2005 року за сприяння Івана Манчуленка випущено спогади «Кров Кенгіра» колишнього воїна УПА Юрія Ференчука — засуджений на 25 років таборів і 5 — спецпоселення. Під час повстання — учасник першої штурмової групи; не підлягав реабілітації. Повернувся із заслання 1958, заочно закінчив Московський народний університет мистецтв. Автор книги «Буковинські Карпати у вогні повстання».
У січні 2010 побачили світ спогади Івана Мамчура (Рокитне під Львовом, вояк ОУН, псевдо «Вільховий») «Нас доля світами водила. Сторінки пережитого» в літературному опрацювання Романа Лубківського та Левка Різника.

## Вшанування пам'яті
- 1991 року режисер Геннадій Земель зняв фільм «Людожер» (рос. «Людоед»). Драма заснована на реальних фактах і розповідає про події найбільшого повстання в Казахстані 1954 року — Кенгірське повстання.
- Пам'ятник жертвам Кенгірського повстання встановлено в листопаді 1998 року — завдяки коштам, зібраним з ініціативи українця США, члена Українського Конгресового Комітету Америки, голови Ради Допомогового комітету Івана Буртика, освячено 26 червня 1999 в місті Сатпаєв Карагандинської області. Активісти Українського Культурного Центру під проводом голови — Романа Степановича Бурди — встановили Хрест Пам'яті на одному з місць масового поховання ув'язнених 2-го табірного пункту. Поруч із пам'ятником в 2004 році встановлено ще два — Посольством Литви й від Російської православної церкви[18].

### У літературі
- Першу згадку про Кенгір пов'язують з романом Олександра Солженіцина «Архіпелаг ГУЛАГ». Але, за свідченнями учасників та очевидців повстання, частина роману, де йдеться про Кенгірське повстання, рясніє неточностями та необ'єктивними тлумаченнями.[19]
- Про повстання в'язнів Кенгіру угорський лікар Ференц Варконі (Лебер), який провів у сталінських таборах десять років і брав безпосередню участь у кенгірських подіях, написав повість «Допоки одного дня…».[19]
- У романі Лесі Романчук «Лицарі любові і надії» висвітлено невільництво та організований спротив політв'язнів ГУЛАГу, в тому числі героїки й трагедії Кенгірського повстання[20].

## Спомини
- Шлях через Голгофу (Спогади учасника Кенгірського повстання 1954 року.) Музей совєтської окупації
- Спогади учасника повстання Онуфрія Бутковського(рос.)
- Життєпис: «Ми чекаємо Царства, яке „не належить цьому світу“». Спогади свідка Кенгірського повстання Миколи Гуцуляк [Архівовано 27 жовтня 2019 у Wayback Machine.]